# Foyer de Cachan
 (mars 2018).
Si vous disposez d'ouvrages ou d'articles de référence ou si vous connaissez des sites web de qualité traitant du thème abordé ici, merci de compléter l'article en donnant les références utiles à sa vérifiabilité et en les liant à la section « Notes et références ».
Le Foyer de Cachan, anciennement Foyer des PTT, œuvre de protection des orphelins du personnel des PTT, est initialement un orphelinat français, situé à Cachan, dans le Val-de-Marne. Fondé en 1915 à l'initiative de Louis Pasquet, sous le ministère d'Étienne Clementel. L'établissement a été ouvert en 1923 pour accueillir en internat les orphelins de guerre des agents des Postes.
Aujourd'hui, le Foyer de Cachan accueille le Lycée des métiers Robert Keller qui compte environ 450 lycéens (dont 110 internes) dans quatre filières professionnelles allant de la 3e Prépa Pro au Bac Pro.

## Description
Site sur 5 hectares en Île-de-France ayant appartenu à Madame de Chateaubriand, à Cachan. Le Foyer de Cachan ressemble à un grand manoir de type château, a été au cœur d'un parc, un stade, avec courts de tennis et un gymnase. Un foyer féminin avait été ajouté début des années 1950 puis transformé en 2004 en foyer d'étudiants. Une piscine était également présente, mais elle a été comblée pour être transformée en atelier de préparation aux métiers de la métallerie, l'un des derniers de la région Île-de-France. Le Foyer de Cachan possède un amphithéâtre et deux salles de réceptions ouvertes à des accueils extérieurs.
La construction date de 1915. Elle a été créée par une association loi de 1901, reconnue d’utilité publique depuis 1922, se composant d’un lycée professionnel privé sous contrat avec l’État, le lycée professionnel Robert Keller et son internat. Son ambition est d’être une institution d’enseignement de référence pour des jeunes en difficulté. 
Désormais situé dans un parc boisé et sécurisé de cinq hectares, à proximité de Paris, le Foyer de Cachan propose aux élèves qu’il accueille, des conditions d’études appréciables, en internat, en demi-pension ou en externat.
Le Foyer de Cachan, avec le lycée professionnel Robert Keller, propose à ses élèves le choix parmi quatre filières allant de la 3e prépa-Pro jusqu’au bac professionnel :
- la sécurité (BAC PRO MS - Métiers de la sécurité et CAP AS - Agent de Sécurité) ;
- l’électrotechnique (MELEC - Métiers de l’électricité et de ses environnements connectés) ;
- le soin à la personne (ASSP - Accompagnement Soins et Services à la Personne) ;
- le commerce (Métiers du tertiaire).

Ces formations débouchent toutes sur un bac professionnel, permettant aux élevés de construire leur avenir en choisissant d’entrer dans la vie active ou de poursuivre leurs études.

## Statut
Un grand nombre d’actions ont été réalisées pour soutenir le Foyer des PTT. Des cartes postales ont été publiées et vendues au profit de l’établissement. Le nom d’Œuvre de protection des orphelins de personnel des P.T.T a été souvent utilisé. Des appels au soutien ont été lancés sous le nom d’Œuvre de protection des orphelins de guerre du personnel des P.T.T.    

## Ressources
Le Foyer de Cachan est membre du Don en Confiance, permettant de contrôler l'usage des dons et legs reçus par l'Association.
Pendant des décennies, l'association a tiré sa dépendance des P & T par la composition de ses membres, cadres dirigeants de La Poste et de France Telecom. Elle dépendait financièrement :
- de la politique sociale de La Poste à travers la Direction Nationale des affaires sociales et d'Orange ;
- de l'État et de la Région Île-de-France pour les forfaits d'externat et la rémunération des enseignants ;
- du versement de la taxe d'apprentissage ;
- de l'appel à la solidarité, à travers les dons et les legs ;
- de la participation des familles à la scolarité, la demi-pension et l'internat.

L'ouverture en 2007 des carteries des bureaux de poste a été très préjudiciable à ses ressources, les fameuses « cartes de vœux du Foyer des PTT » n'étant plus proposées à la vente.
L'origine des ressources actuelles du Foyer de Cachan est notamment présentée au sein de plusieurs documents certifiés tels que son bilan annuel. Un document nommé "L'Essentiel", rédigé à la demande du "Don en Confiance", est aussi consultable sur son site internet.

## Histoire
En 1914, la Première Guerre mondiale débute. Plus de 15 000 agents et sous-agents des administrations postales ont été mobilisés. Certains sont employés, comme « vaguemestres », c’est-à-dire qu’ils sont chargés de la distribution du courrier sur le front pendant que les autres sont envoyés au combat. Beaucoup n’en reviendront pas : au terme de ce conflit, 1,4 million de soldats français ont perdu la vie et laissent plus d’1 million d’orphelins.
Jusque-là, l'Orphelinat des sous-agents et ouvriers de la poste et des télégraphes, créée en 1888, ne disposait pas d’un orphelinat mais allouait mensuellement 20 francs ou plaçait les orphelins dans un établissement. Devant la catastrophe qui s’annonçait, cette association décida de bâtir un lieu d’accueil pour les orphelins de guerre, avec une autre association de postiers, le « Soutien fraternel ». Ensemble, ils fondèrent en 1915 l’Œuvre de protection des orphelins de guerre du personnel des P.T.T.
En 1922, le Foyer de Cachan est déclaré d’utilité publique et accueille dès l’année suivante, une centaine de garçons dans une grande maison spécialement construite sur un terrain de 5 hectares donné par Madame de Chateaubriand,  situé sur la commune de Cachan.
Depuis, le Foyer de Cachan a évolué en s’adaptant aux grandes transformations des XXe et XXIe siècles :
- 1956, ouverture du Foyer pour jeunes filles ;
- 1964, signature du contrat d’association avec l’Éducation nationale ;
- 2005, le Foyer des PTT change de nom et devient le Foyer de Cachan ;
- 2008, le Foyer de Cachan recentre son offre pédagogique autour de plusieurs filières professionnelles, permettant de proposer aux lycéens des filières adaptées aux besoins de ces élèves parfois décrocheurs ;
- 2014, ouverture d’une première classe de 3ème prépa-pro ;
- 2016, ouverture d’une nouvelle filière « Métiers de la sécurité » ;
- 2017, inauguration du nouveau nom du lycée du Foyer de Cachan, le lycée professionnel Robert-Keller.
- Septembre 2018, dans le cadre de la filière "Sécurité", le lycée Robert-Keller annonce l'ouverture du CAP Agent de sécurité et d'une FCIL pour la Prépa aux concours. Aujourd’hui, Le Foyer de Cachan est un « campus » qui rassemble quasiment 800 jeunes : 350 au lycée, 50 apprentis et 380 étudiants.

## Scolarité
Le Lycée professionnel Robert Keller, lycée du Foyer de Cachan, propose aujourd'hui quatre filières professionnelles :
- Commerce ;
- MELEC (Métiers de l'Électricité et de ses Environnements Connectés) avec notamment sont Bac Pro à partir de la 1re en alternance ;
- MS (Métiers de la Sécurité) possible d'effectuer un Bac Pro à partir de la 1re en alternance ;
- ASSP (Accompagnement, Soins et Services à la Personne) avec à partir de la rentrée 2019, le CAP petite enfance en 1 an et en alternance ;

En 2008, le site a été choisi pour être l'un des treize internats d'excellence, mesure phare de la politique pour la promotion de l'égalité des chances et de la mixité sociale. Cet internat d'excellence a quitté le Foyer de Cachan en juillet 2015.

## Galerie

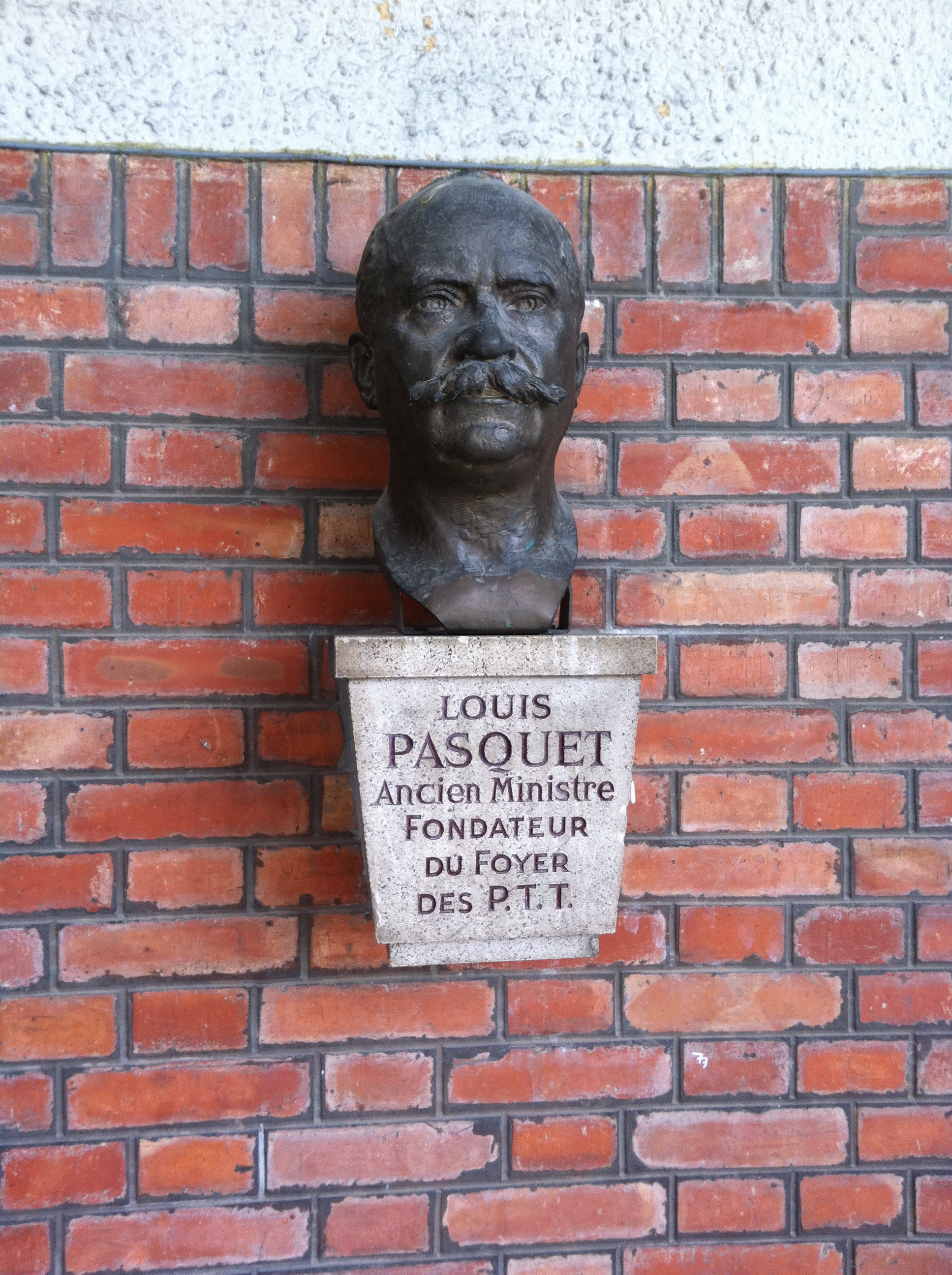
Buste de Louis Pasquet
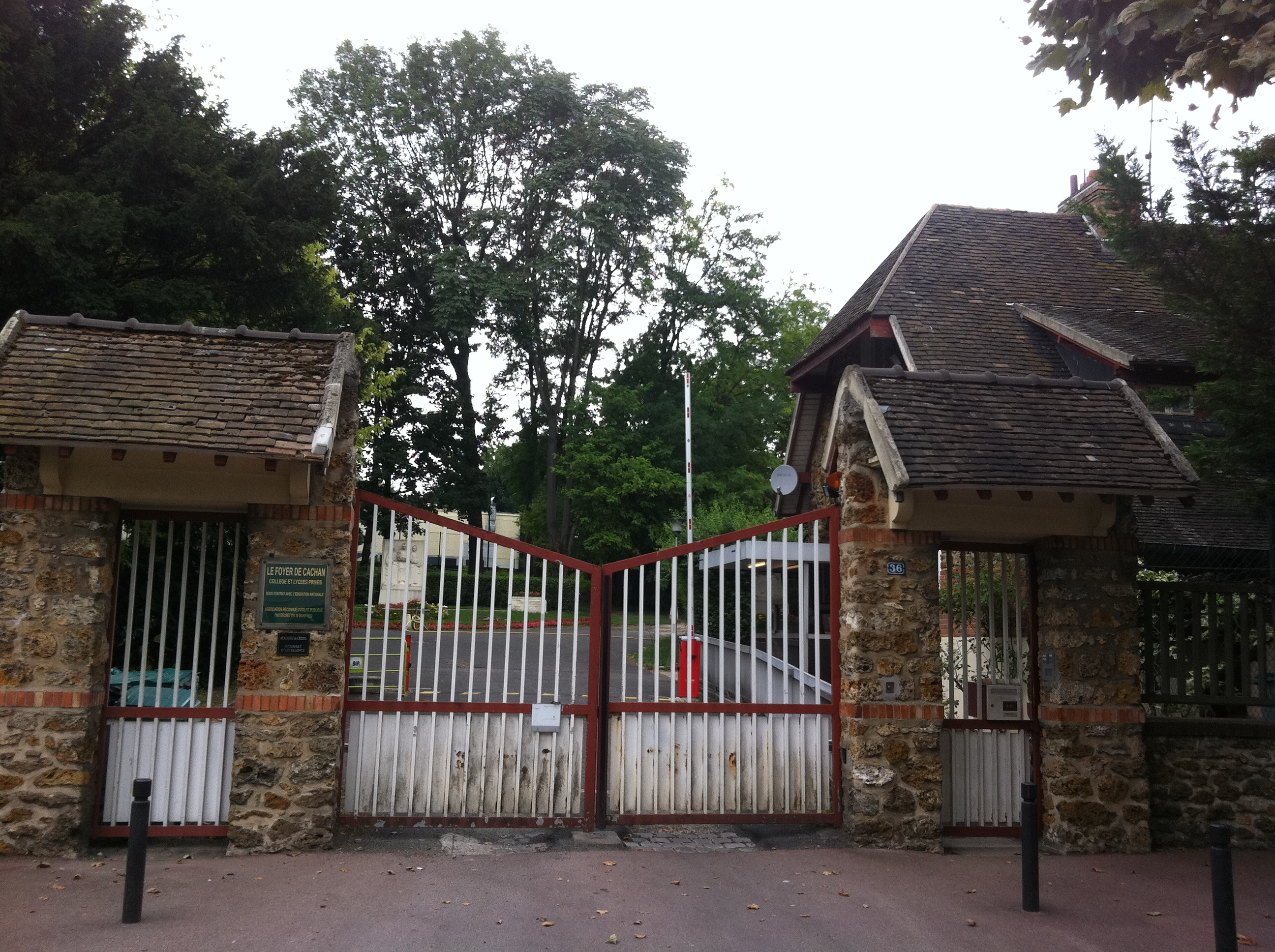
Entrée 36 av. Président Wilson
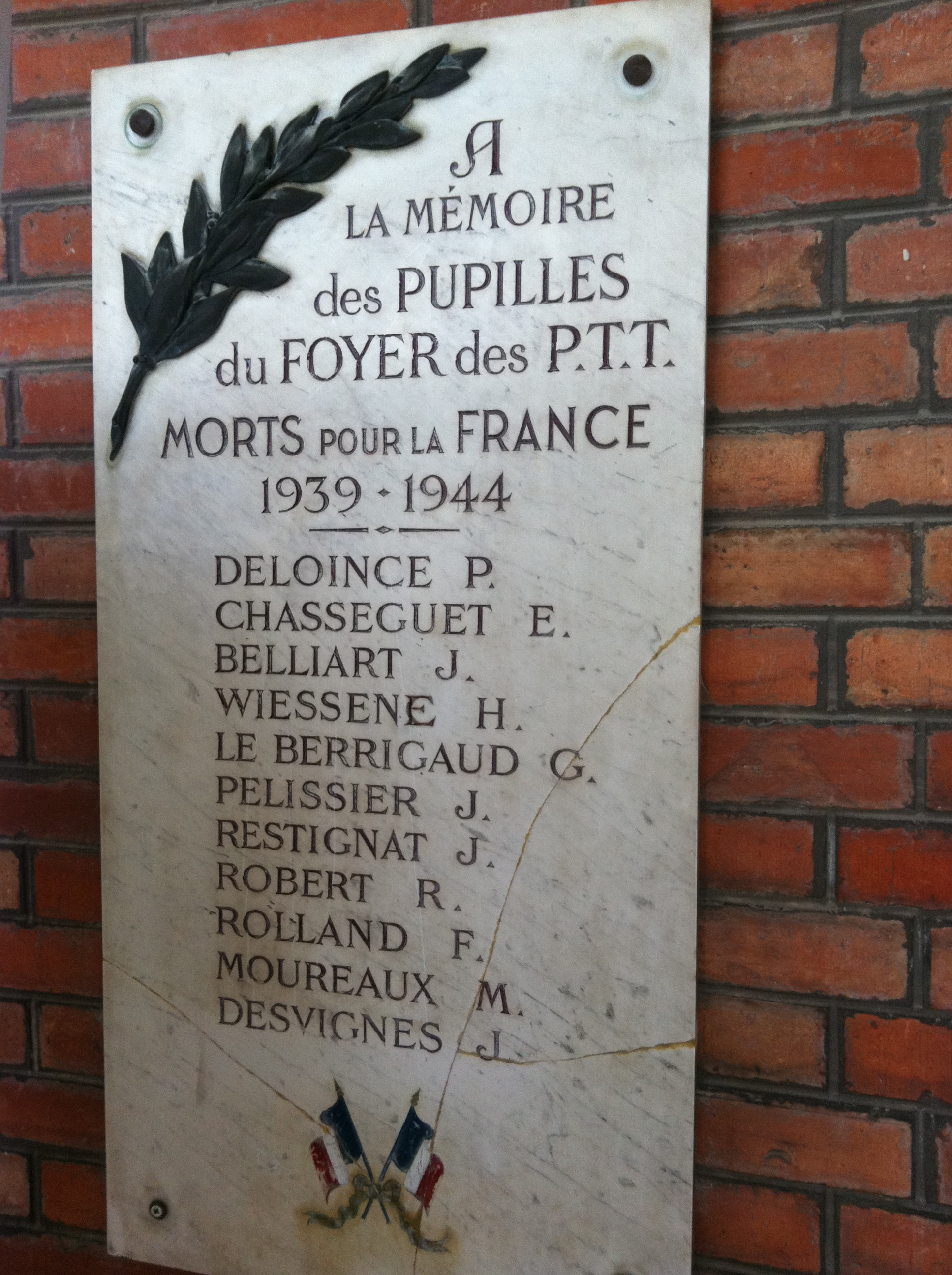
Plaque commémorative
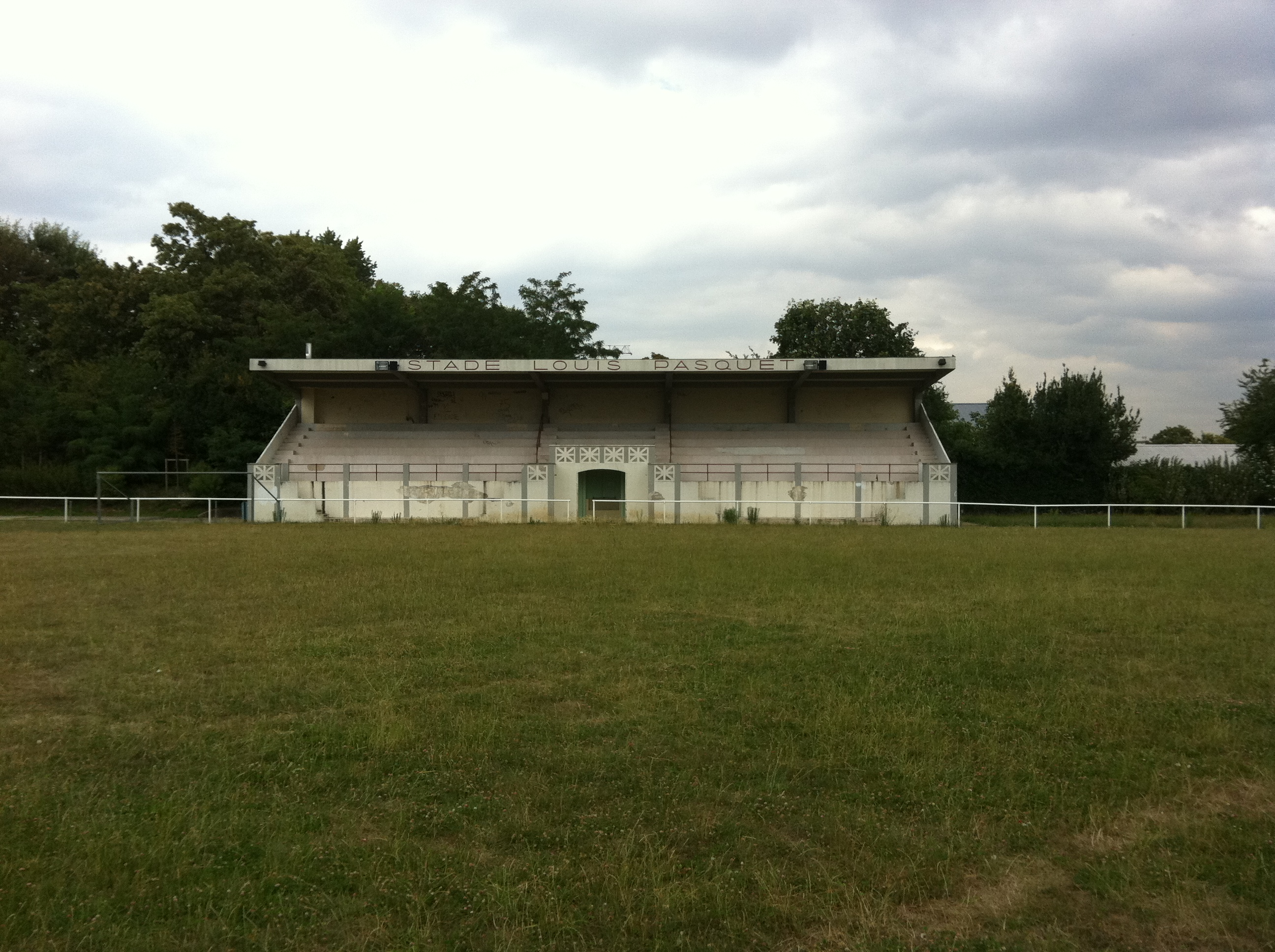
Tribunes Louis Pasquet sur le stade
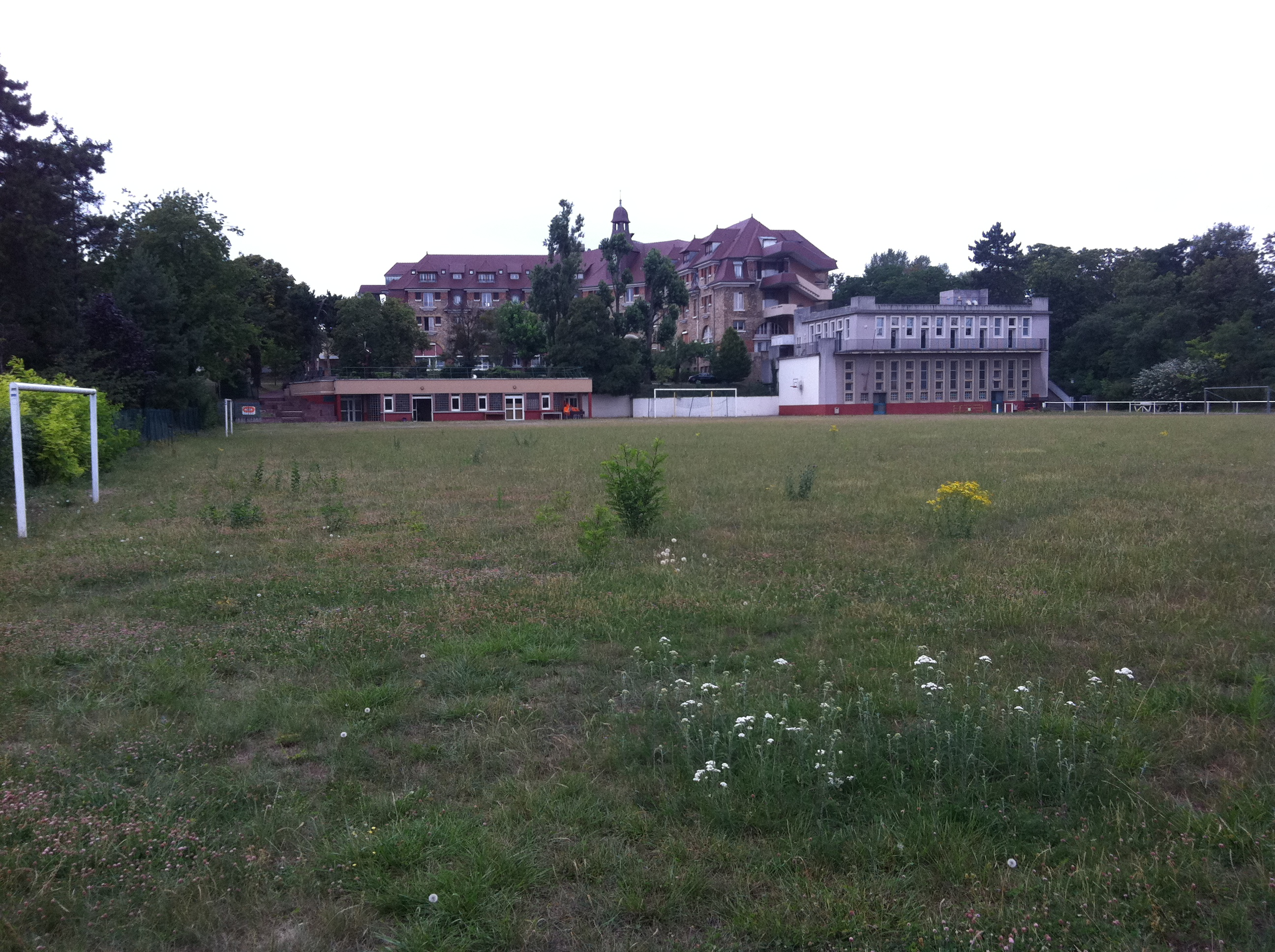
Le stade
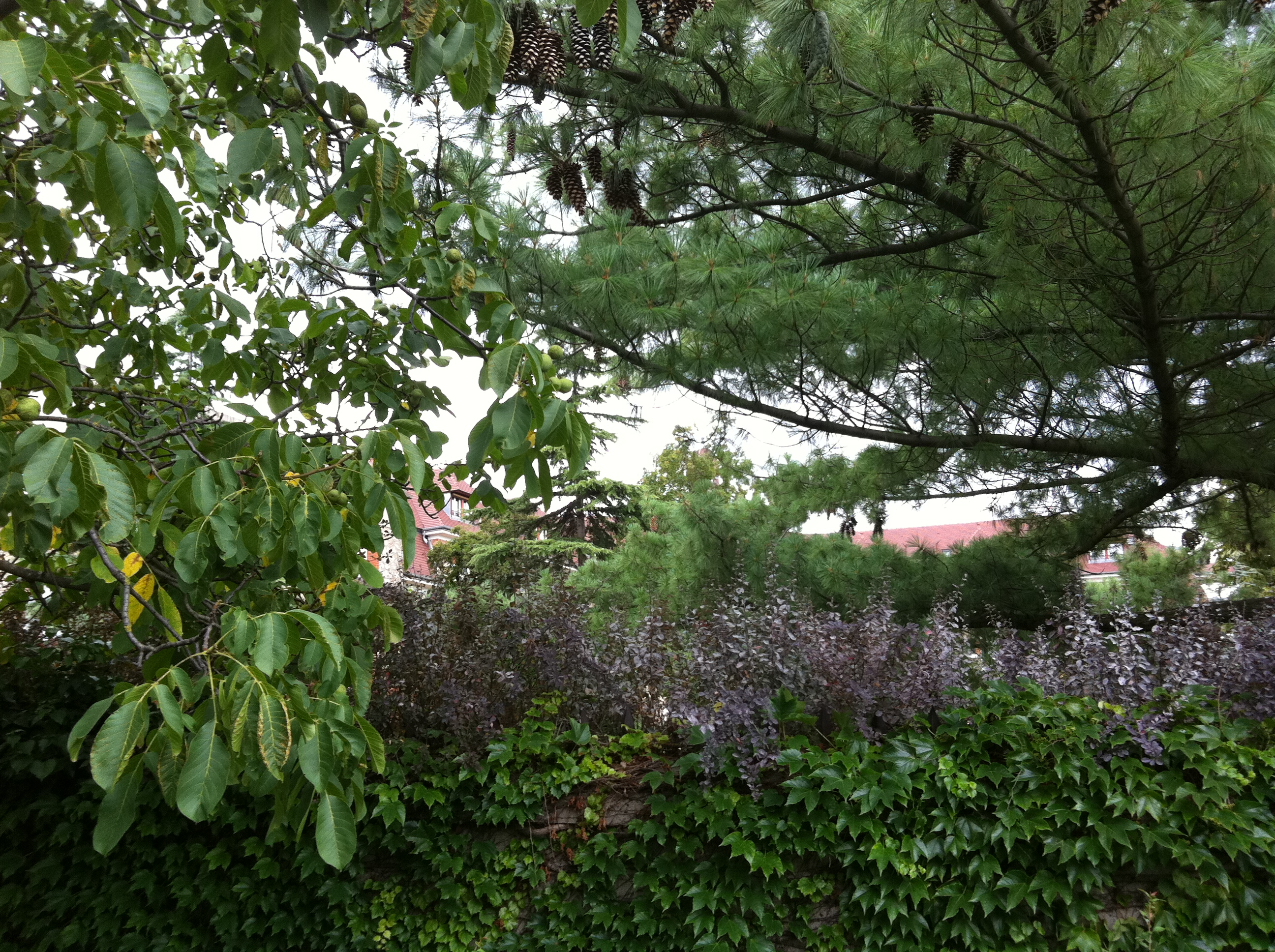
Entrée des élèves, côté rue du Loing
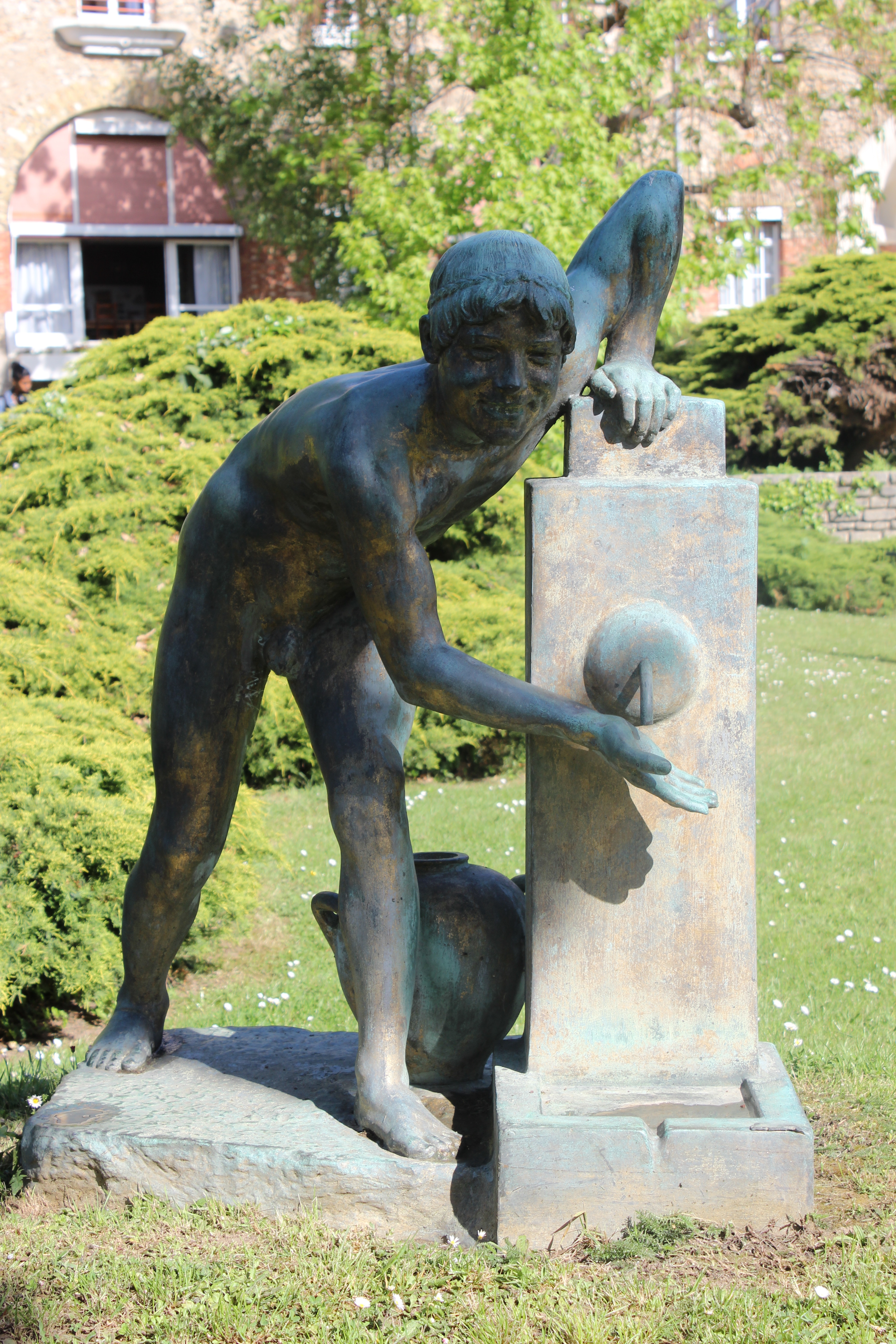
Statue Parc.
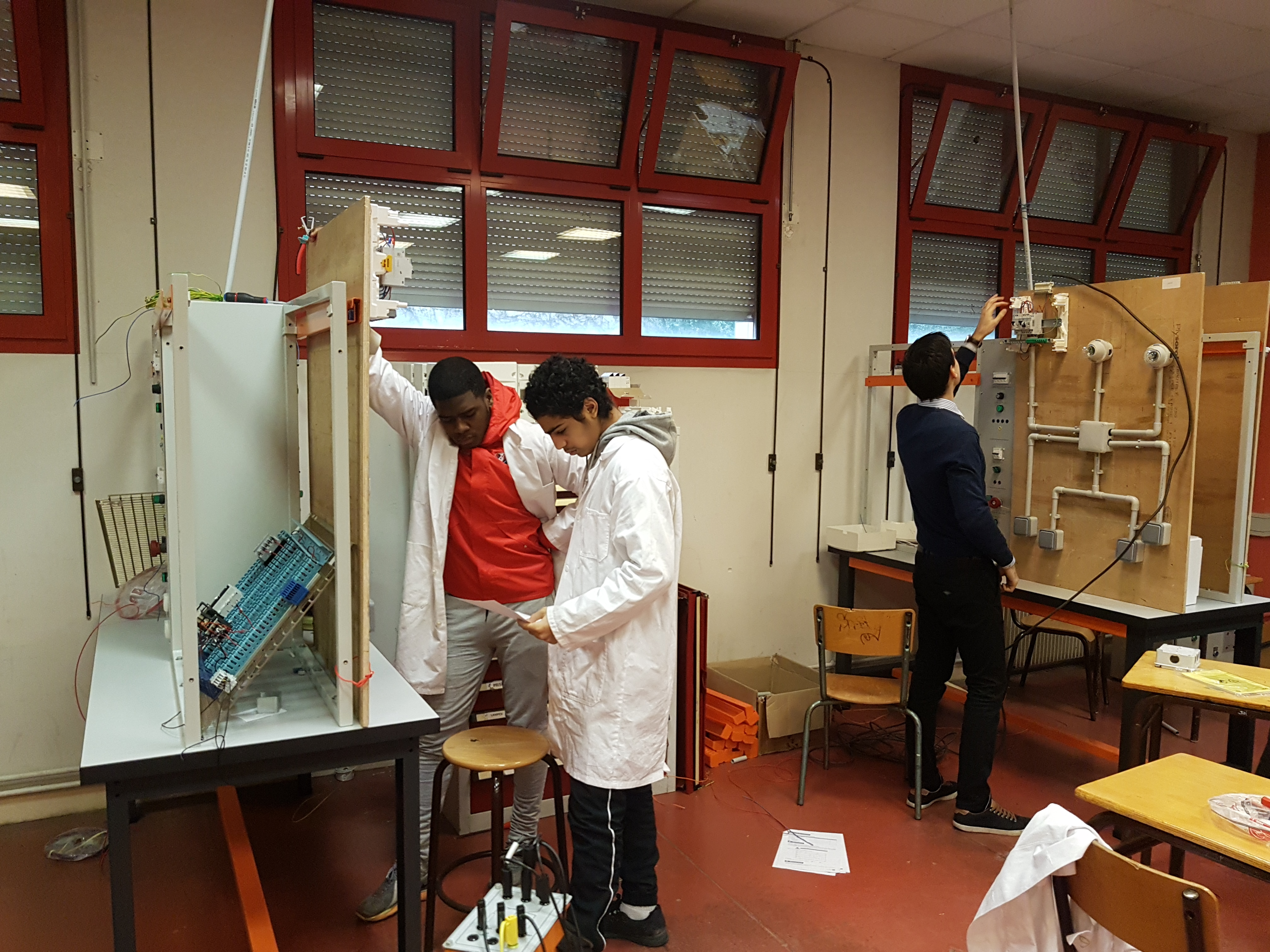
Métiers de l'électricité.
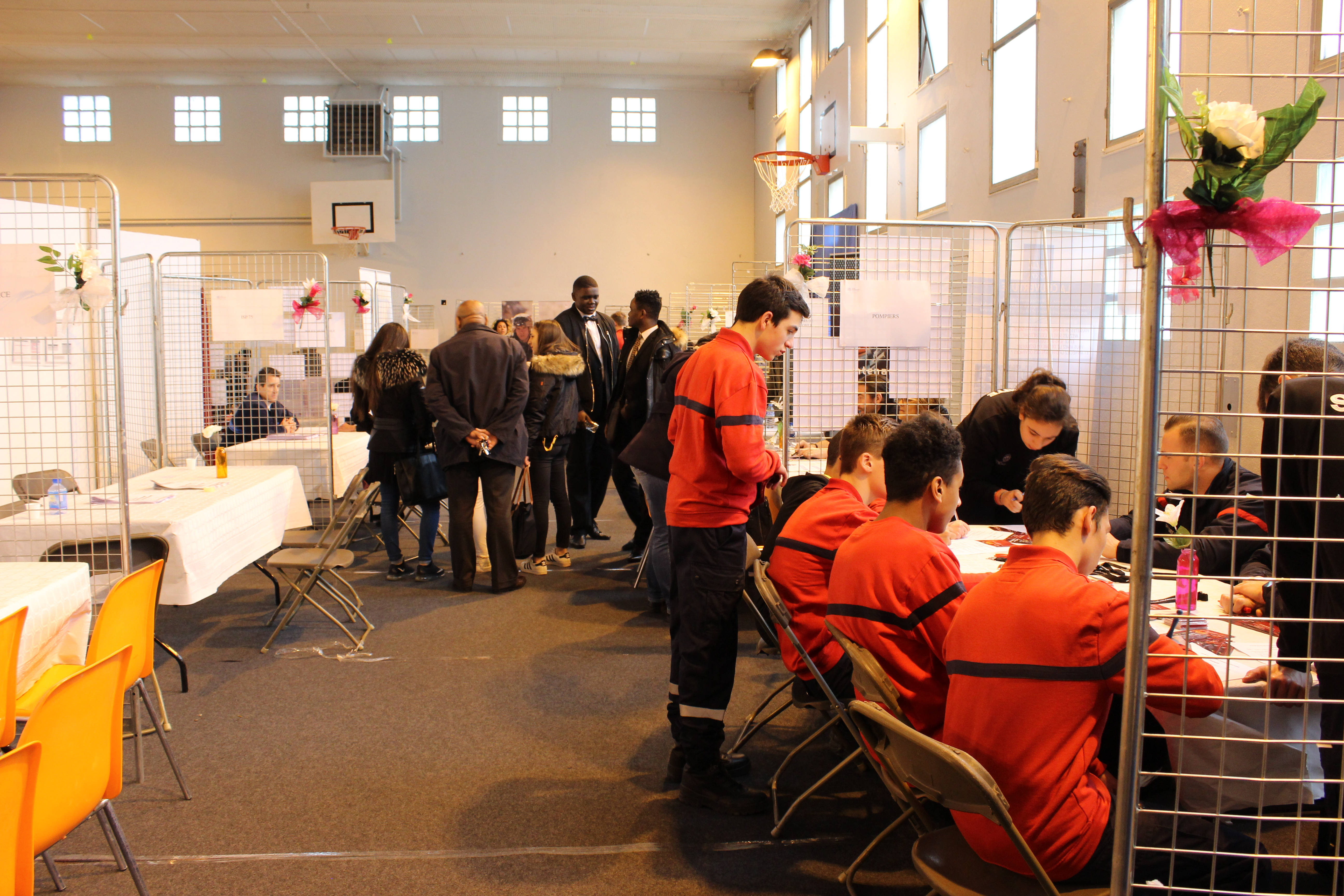
Forum des métiers.

## Publications au profit de l'orphelinat
Chaque année, un appel était lancé pour participer à un effort de solidarité auquel participaient les bureaux de poste et télécommunication de toute la France. Des plaquettes, enveloppes dites 1er jour, et des livres étaient édités dans le cadre de concours et diffusés au bénéfice de l'association :
- La Société Littéraire de La Poste et de France Télécom, conjointement avec l’œuvre de protection des orphelins et pupilles du personnel des PTT ("le Foyer de Cachan") organisait un concours permanent intitulé  "Prix Découverte" pour rechercher un manuscrit susceptible d'une édition aux frais du Foyer des PTT de Cachan. Le concours a été doté en 2007 d'un prix de 1 067 euros.
- René Polydor : Si le jeu de dames vous était conté... 130 coups pour débutants - Fin de parties de Riso - Dessins de Stick. Ouvrage édité par l'A.S.P.T.T. de Marseille au profit de l'orphelinat des PTT à Cachan. 80 pages. Broché. 1964
- Enveloppe premier jour au bénéfice des Orphelins des P.T.T. Création du foyer féminin, 29 novembre 1956
- Le roman Le Drame de l'an 3000, d’Aimé Blanc.